# NGC 10

NGC 10

في الفهرس العام الجديد إن جي سي 10 أو NGC 10 (والمعروفة أيضا بأسم PGC 634) هي مجرة حلزونية غير ضلعية تقع على بعد يقدر بحوالي (300 ± 49 مليون سنة ضوئية) 91 مليون فرسخ فلكي في كوكبة النحات. وتمتد لنحو 215 إلى 220 ألف سنه ضوئيه عرضاً . اكتشفت في 25 سبتمبر عام 1834 بواسطة جون هيرشيل.
في عام 2011، لوحظ وجود مستعر أعظم ( SN 2011jo)- (PSN J00083457-3351148) في هذه المجرة.

## وصلات خارجية
- NGC 10 على موقع ويكي سكاي: DSS2, SDSS, GALEX, IRAS, Hydrogen α, X-Ray, Astrophoto, Sky Map, Articles and images